# Steven Sasson
Steven J. Sasson (sinh ngày 4 tháng 7 năm 1950 tại Brooklyn, New York), là một kỹ sư điện người Mỹ và là người sáng chế ra máy ảnh số. Sasson tốt nghiệp từ trường Rensselaer Polytechnic Institute.

## Chiếc máy ảnh kỹ thuật số đầu tiên
Steven Sasson phát minh ra chiếc máy ảnh kỹ thuật số đầu tiên vào năm 1975. Nó nặng khoảng 3,5 kg và có độ phân giải chỉ 0,01 megapixel. Bức ảnh được ghi vào một băng cassette và quá trình này mất đến 23 giây. Bức ảnh chụp được ở dạng đen trắng.

## Bằng sáng chế
- Bằng sáng chế Hoa Kỳ số 4.131.919 Patent – Electronic Still camera